# Chrysochlamys tenuifolia
Chrysochlamys tenuifolia är en tvåhjärtbladig växtart som beskrevs av José Cuatrecasas. Chrysochlamys tenuifolia ingår i släktet Chrysochlamys och familjen Clusiaceae. Inga underarter finns listade i Catalogue of Life.